# 赤と黒 (お笑いコンビ)
赤と黒（あかとくろ）は、オスカープロモーションに所属していた女性お笑いコンビ。メンバーモデル、キャンペーンガール出身の二人から成る。

## メンバー
- 川原麻衣（かわはら まい、1982年12月23日 - ）
身長173cm、B88.4・W60.5・H90。血液型はAB型。
愛知県名古屋市出身。
愛知県立芸術大学音楽学部（音楽学専攻）卒業。
元・テイジンキャンペーンガール（2002年度）、元・アサヒビールイメージガール（2004年度）。2005年には愛・地球博応援タレントを務める。
- 木津みずき（きづ みずき、1980年9月6日 - ）
身長166cm、スリーサイズはB86・W59・H85。
静岡県出身。
15歳から20歳まで、モデルとして活動。
かつてはジャパン・ミュージックエンターテインメント所属の、コンビ『レトルト』を組んで、赤と黒結成以前からお笑いの活動もしていた。レトルトの二人で『釣り・ロマンを求めて』（テレビ東京）で、7人組の『沖釣り娘』としても出演していた。
趣味の中に釣りがあり、2004年から2005年まで『週刊釣りニュース』内でコラム『レトルトの釣れづれ草』の連載を行っていた。

なお、二人ともかつては芸能人女子フットサルチーム「表参道BEAUTY」（現在は解散）のメンバーだった。背番号は川原が「12」（ポジションはゴレイロ）、木津が「8」。

## 略歴
2007年3月頃に二人が出会い、所属事務所の社長に言われる形で「赤と黒」を結成。同年5月に東京・神楽坂で赤と黒としてライブに初出演。

## 芸風
これまで演じた中には、ブリッジにダンスのリズムを取り入れたショートギャグなどがあった。その後、二人ともセレブに扮してのネタを披露するものが定番の一つとなっており、この時は「ごきげんよう」のあいさつで始まり、ブリッジに「セレブリティ!」という台詞とポーズを入れている。落ちのネタとして、2人で全身でファッションブランドのマークを表現する事が多い。衣装のドレスは主に川原が黒、木津が赤である。

## 出演

### テレビ
- オーシャンズTV（2007年、東海テレビ）
- 大笑点（日本テレビ） - 『サバイバル大喜利 笑点への道』
- ラジかるッ （日本テレビ） - 2008年2月8日『ウエスポーン!女ののど自慢』
- 森田一義アワー 笑っていいとも!（フジテレビ） - 2009年6月4日『出たいドルデラックス』、川原が出る側、木津が推薦者として出演。
- 水着DEピンポンパン（エンタ!371） - レギュラーMC
- 水着DEしちゃお （エンタ!371） - レギュラーMC（#49まで。後任はブルマ）
- エンタの天使（日本テレビ） - 2009年9月30日（第12回）、キャッチコピーは「麗しきヒンガネーゼ」
- 真王伝説〜アイドルバトルサバイバル〜 - （2010年1月 - 、テレビ埼玉）
- 『ぷっ』すま（テレビ朝日）- 2010年2月9日「ザ・ギリギリマスター! ギリギリ女芸人」
- エンタの神様（日本テレビ） - 2010年2月13日初出演、キャッチコピーは「艶やかな貧乏セレブ」
- PON!（日本テレビ）- 2010年4月1日「お手を拝借! 手相でスッPON!」に、姉御ぉゆりかと一緒に出演

### ラジオ
- 志村けんのFIRST STAGE〜はじめの一歩〜（JFN、2007年9月15日）

その他、それぞれの単独出演については川原麻衣#出演、木津みずき#出演も参照。